# 33613 Pendharkar
33613 Pendharkar è un asteroide della fascia principale. Scoperto nel 1999, presenta un'orbita caratterizzata da un semiasse maggiore pari a 2,3503439 UA e da un'eccentricità di 0,1774696, inclinata di 7,71579° rispetto all'eclittica.